# ASA 411
L'ASA 411 è una vettura da competizione realizzata dalla casa automobilistica italiana ASA dal 1965 al 1967. La vettura prese parte al Campionato internazionale sportprototipi 1966 e 1967 e alla Targa Florio 1966.
Il nome della vettura 411, stava per 4 i cilindri e 11 la cilindrata da 1,1 litri.

## Storia

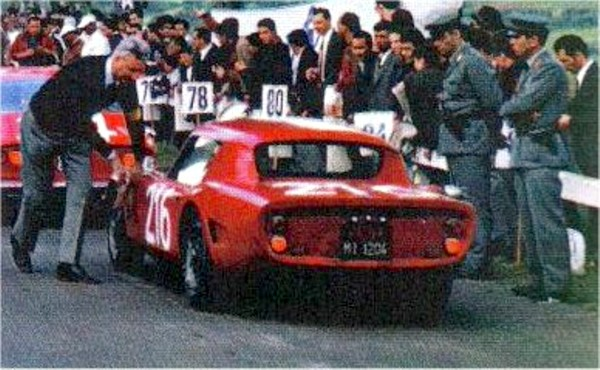
Retro

Al fine di aumentare le vendite dell'ASA 1000 GT, l'ASA cercò di far conoscere la vettura attraverso le competizioni sportive. A tale scopo, durante la Targa Florio 1965 vennero schierate due 1000 GT modificate. Nello stesso anno in autunno la versione da corsa della 1000 GT, chiamata 411, fu presentata al Salone di Parigi. La carrozzeria era del tipo coupé e venne disegnata e fornita dalla Carrozzeria Marazzi; realizzata in lega di alluminio, era stata alleggerita rispetto alla vettura di serie e i fari erano stati carenati e appiattiti. Il motore era stato maggiorato a 1,1 litri in modo tale che l'auto da corsa potesse competere nella classe fino a 1100 cm³.
Tre ASA 411 furono schierate alla Targa Florio del 1966, con Silvestre Semilia e Raffaele Pinto che ottennero il 21º posto in classifica generale e il 5º posto nella classe prototipo da 2,0 litri.

## Caratteristiche
Il motore era un quattro cilindri a benzina a quattro tempi, con testata e monoblocco in lega leggera. L'albero a camme, azionato da una catena, era situato nella testata e azionava le valvole tramite dei bilancieri. Ogni cilindro aveva due valvole inclinate rispetto al cielo del pistone con un angolo di 60°. Il liquido refrigeratore si trovava davanti al motore e conteneva 5 litri. L'olio doveva essere cambiato ogni 4000 km.
La potenza veniva trasmessa dal motore al cambio tramite una frizione monodisco a secco. Era possibile scegliere tra un cambio a quattro marce completamente sincronizzato della Humber con overdrive per le marce 2ª, 3ª e 4ª oppure un cambio a cinque marce completamente sincronizzato della Fiat senza overdrive.
Il telaio era costituito da una struttura tubolare con due longheroni ovali. La 411 era dotata di un sistema frenante a doppio circuito ad azionamento idraulico con freni a disco su tutte e quattro le ruote, con il freno a mano che agiva sulle ruote posteriori. Lo sterzo era a cremagliera e pignone.
La carrozzeria venne realizzata dalla Carrozzeria Marazzi. Le principali differenze esterne con la 1000, stavano nella presa d'aria sul cofano motore, la mancanza di sfoghi d'aria nei parafanghi anteriori e il tappo del serbatoio sul parafango posteriore destro. Per risparmiare peso, il corpo della vettura venne realizzato in lega leggera. I finestrini laterali e il lunotto erano in plastica, con i finestrini laterali anteriori che per aprirsi dovevano essere fatti scorrere.